# 戈爾德里奇 (喬治亞州)
戈爾德里奇（英語：Gold Ridge）是位於美國喬治亞州切羅基縣的一個非建制地區。該地的面積和人口皆未知。

## 地理
戈爾德里奇的座標為34°12′17″N 84°31′24″W / 34.20472°N 84.52333°W，而該地的平均海拔高度為294米（即965英尺）。